# Émile Billard
François Alexandre Émile Billard (Le Havre, Sena Marítim, 5 d'abril de 1852 - Le Havre, 29 de juny de 1930) va ser un regatista francès, que va competir a cavall del segle xix i el segle xx.
El 1900 va prendre part en els Jocs Olímpics de París on guanyà la medalla d'or de la categoria de 10 a 20 tones del programa de vela formant equip amb Paul Perquer.